# Zamróz

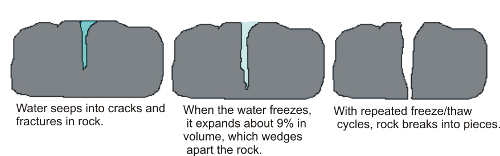
Wietrzenie mrozowe

Zamróz, wietrzenie mrozowe, dezintegracja mrozowa, gelifrakcja, geliwacja, kongelacja – rodzaj wietrzenia fizycznego, polegający na rozsadzaniu lub rozkruszaniu skał w wyniku działania ciśnienia wytworzonego przez wielokrotnie zamarzającą i rozmarzającą wodę znajdującą się w szczelinach, porach skał.
Wietrzenie to jest tym bardziej efektywne, im częściej temperatura przechodzi przez punkt 0 °C, czyli im częściej woda zamarza i odmarza (proces ten nosi nazwę multigelacji).
Wietrzenie mrozowe prowadzi do rozdrobnienia skały w wyniku:
- rozpadu blokowego (makrogeliwacji) – rozdrabnianie skały do bloków skalnych, okruchów i kamieni,
- rozpadu ziarnistego (mikrogeliwacji) – rozdrabnianie skał na pojedyncze ziarna mineralne, częściowo rozdrabnianie ziaren do frakcji pyłowej – dezintegracja granularna.